# 林哲也
林 哲也（はやし てつや、1980年6月2日 - ）は、日本の男性元タレント。ヴィッセル神戸広報部所属。

## 経歴
愛知県名古屋市出身、大阪育ち。大阪経済大学経済学部を卒業後、
2003年よりオフィスキイワードでMC・タレントとして活動した後、2020年よりヴィッセル神戸の広報部で活動。

## 現在の出演番組
- ATPワールドツアー・マスターズ1000[1][2]（GAORA SPORTS）
- 2018 FIFA ワールドカップ ヨーロッパ予選（GAORA SPORTS）
- VISSEL RADIO (TuneIn）
- ひょうごワイワイ（サンテレビ）
- なでしこリーグ中継（FM NABARI）
- デウソン神戸 アリーナＤＪ
- スキージャム勝山 ゲレンデDJ[3]
- バンディオンセ加古川主催試合の実況[4]（BAN-BANラジオ）
- 伊賀FCくノ一主催試合の実況[5]（FMなばり）

## 過去の出演番組
- ビートップスでお買物（読売テレビ）
- キラりん滋賀（びわ湖放送）
- 東播磨ふれあいネット（BAN-BANテレビ）[6]
- ぽじポジたまご（KBS京都）
- 京いちにち（NHK京都）
- それ行け!げんき研究所（読売テレビ）
- 全国高校野球選手権大会（奈良テレビ）（テレビ和歌山）実況
- 全日本少年サッカー大会 奈良大会（奈良テレビ）実況
- 全国高等学校サッカー選手権大会滋賀大会（びわ湖放送）ピッチサイドリポーター
- GOGO!ヴィッセル神戸 （ラジオ関西）
- ヴィッセルFM（ヴィッセル神戸場内FM）実況・ピッチサイドリポーター
- プロ・バスケットボール bjリーグ（びわ湖放送）（GAORA）コートサイドリポーター
- Evening Jam（水17:00-19:00 FMなばり）ナビゲーター（2006年7月5日 - 2008年6月4日）
- You gotta music（水16:00-19:00 FMなばり）ナビゲーター（2008年6月11日 - 2012年3月30日）
- なるほど!NABARI（水16:00-18:50 FMなばり）ナビゲーター（2012年4月4日 - 2013年3月27日）

## その他
- スキージャム勝山ゲレンデDJ[3]